# Clerkenwellexplosionen
Clerkenwellexplosionen (engelska: Clerkenwell explosion) var en explosion som inträffade i London den 13 december 1867. Irish Republican Brotherhood, med smeknamnet "Fenians", sprängde bomben i ett försök att frita de fångar som hölls häktade vid Clerkenwellfängelset.  Explosionen skadade närliggande hus, dödade 12 personer och skadade flera personer. Ingen av fångarna flydde. Händelsen beskrevs i The Times följande dag, och jämfördes med andra liknande händelser. Attacken kom senare att beskrivas som ett av de mest ökända dåden som Fenians utförde i Storbritannien under 1800-talet. Det upprörde allmänheten, och försvårade läget i den irländska frågan.

### Fotnoter
1. ↑  ”From the archive, 14 December 1867: Many killed as Fenians try to blow up prison” (på engelska). Guardian. 14 december 2010 (arkiv från Manchester Guardian  14 december 1867). https://www.theguardian.com/theguardian/2010/dec/14/archive-fenians-blow-up-prison. Läst 3 januari 2017.